# Хімізація сільського господарства

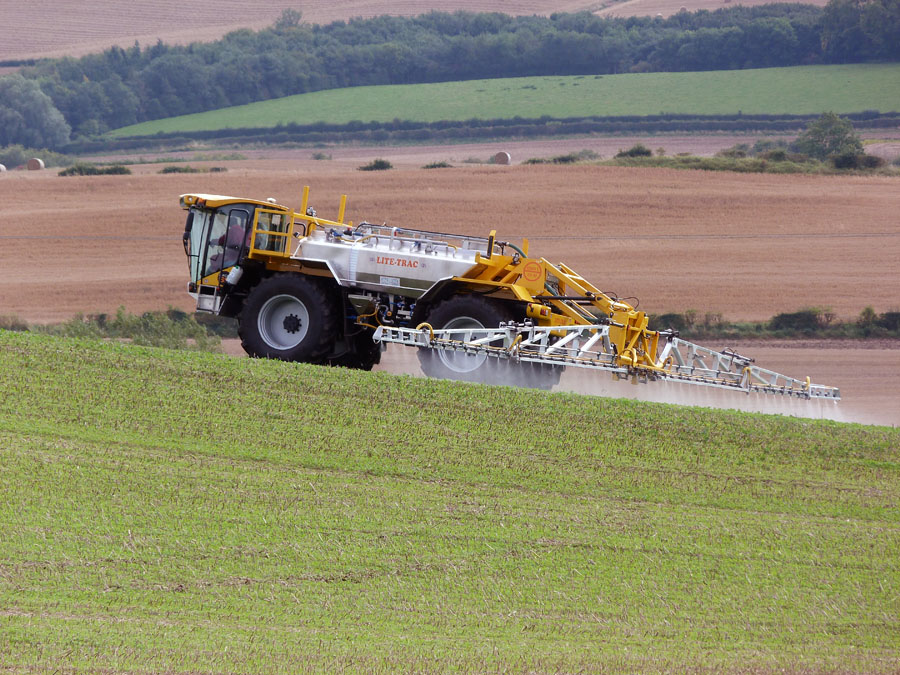
Обробка поля рідкими хімікатами

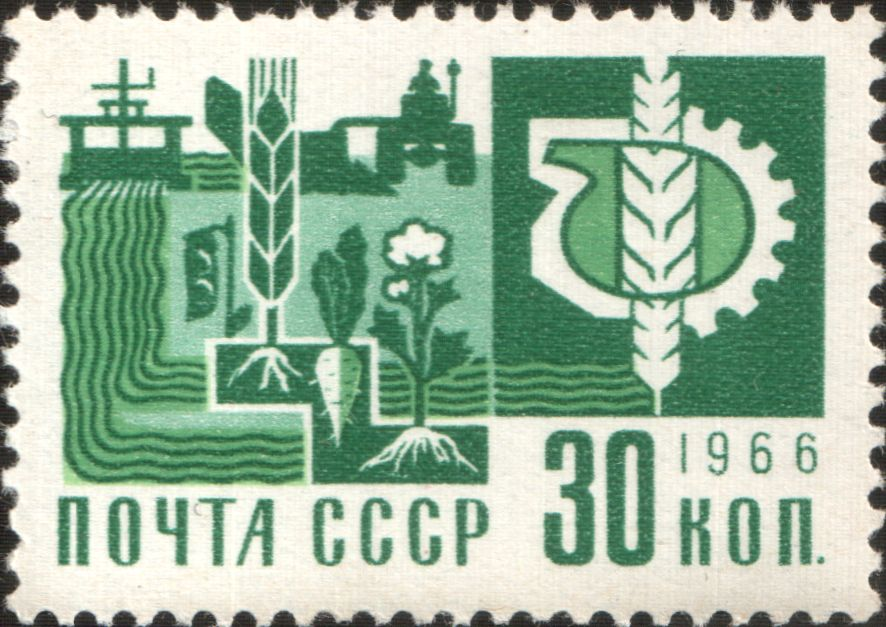
Тема меліорації та хімізації на поштовій марці (СРСР, 1966 рік)

Хімізація сільського господарства — застосування і раціональне використання хімічної продукції в сільськогосподарському виробництві. Хімізація є одним з пріоритетних напрямків науково-технічного прогресу в сільському господарстві. Хімізація сільського господарства включає застосування мінеральних добрив, хімічних засобів захисту рослин, регуляторів росту рослин, кормових добавок. Підвищенню ефективності хімізації сприяє агрохімічна служба.
Сучасне інтенсивне сільське господарство вже не може існувати і розвиватися без застосування продукції хімічної промисловості — хімікатів. У сучасному світі питання хімізації сільського господарства з метою виконання головного завдання — підвищення урожайності, набувають виняткового значення практично на всіх етапах сільськогосподарського виробництва. Широке впровадження досягнень хімічної промисловості практично в усі галузі сільського господарства для підвищення врожайності, а також захисту і поліпшення результатів зберігання врожаю полягає в застосуванні мінеральних добрив, хімічних засобів боротьби зі шкідниками та хворобами культурних сільськогосподарських рослин і бур'янами (дезінфікувальних речовин, протруйників, пестицидів: фунгіцидів, інсектицидів, використання методу хімічної стерилізації ґрунту — фітотоксикантів, гербіцидів, дефоліантів тощо).

## У землеробстві
Хімізація в землеробстві представлена переважно використанням мінеральних добрив, застосування яких підвищує родючість ґрунтів, врожайність оброблюваних культур, а також сприяє поліпшенню якості сільськогосподарської продукції.
Для успішного впровадження та здійснення хімізації сільського господарства необхідна присутність двох основних моментів:
1. наявність достатніх сировинних ресурсів для виробництва добрив;
2. наявність розвиненої хімічної промисловості, здатної в належному обсязі переробляти сировину, що постачається на виробництво мінеральних добрив.

Крім того, не менш важлива хімічна меліорація земель: вапнування кислих ґрунтів, гіпсування солончаків, а також використання високих доз органічних добрив для докорінного поліпшення структури і властивостей ґрунтів, зокрема й піщаних.
Важлива роль у хімізації сучасного сільського господарства належить застосуванню пестицидів, що забезпечує належний рівень захисту культурних рослин від шкідників і хвороб.
Науково-технічний прогрес сприяв значному розширенню можливостей хімізації сільського господарства. В інтенсивному землеробстві крім мінеральних добрив і пестицидів набувають все ширшого застосування регулятори росту рослин (фітогормони). Заміна скла високотехнологічними сучасними полімерними матеріалами при спорудженні парників і теплиць сприяє проникненню ультрафіолетових променів до рослин, культивованих в умовах закритого ґрунту.

## У тваринництві
Хімічна промисловість постачає сучасному тваринництву різноманітні синтетичні кормові добавки, широке застосування яких сприяє підвищенню якості, а також покращує процеси засвоєння природних кормів. До хімікатів-добавок відносять штучні азотні сполуки (карбамід, кормові дріжджі), мінеральні підгодівлі, мікроелементи, вітаміни, антибіотики тощо. Чимала роль відводиться використанню високоефективних хімічних консервантів, застосування яких дозволяє довше зберегти корисні властивості будь-яких кормів і кормових відходів.